# Юблі (Мічиган)
Юблі (англ. Ubly) — селище (англ. village) в США, в окрузі Гурон штату Мічиган. Населення — 836 осіб (2020).

## Географія
Юблі розташоване за координатами 43°42′25″ пн. ш. 82°56′5″ зх. д. / 43.70694° пн. ш. 82.93472° зх. д. (43.706963, -82.934826).  За даними Бюро перепису населення США в 2010 році селище мало площу 3,46 км², з яких 3,46 км² — суходіл та 0,00 км² — водойми.

## Демографія
Згідно з переписом 2010 року, у селищі мешкало 858 осіб у 382 домогосподарствах у складі 224 родин. Густота населення становила 248 осіб/км².  Було 418 помешкань (121/км²).
Расовий склад населення:
| - 98,1 % — білих - 0,6 % — чорних або афроамериканців - 0,2 % — корінних американців - 0,2 % — азіатів |

До двох чи більше рас належало 0,7 %. Частка іспаномовних становила 1,0 % від усіх жителів.
За віковим діапазоном населення розподілялося таким чином: 23,0 % — особи молодші 18 років, 57,8 % — особи у віці 18—64 років, 19,2 % — особи у віці 65 років та старші. Медіана віку мешканця становила 40,8 року. На 100 осіб жіночої статі у селищі припадало 85,7 чоловіків;  на 100 жінок у віці від 18 років та старших — 83,6 чоловіків також старших 18 років.
Середній дохід на одне домашнє господарство  становив 50 749 доларів США (медіана — 36 667), а середній дохід на одну сім'ю — 56 256 доларів (медіана — 52 188). Медіана доходів становила 31 389 доларів для чоловіків та 30 833 долари для жінок. За межею бідності перебувало 9,4 % осіб, у тому числі 10,3 % дітей у віці до 18 років та 6,0 % осіб у віці 65 років та старших.
Цивільне працевлаштоване населення становило 321 осіб. Основні галузі зайнятості: виробництво — 23,4 %, освіта, охорона здоров'я та соціальна допомога — 20,2 %, роздрібна торгівля — 11,5 %, сільське господарство, лісництво, риболовля — 6,9 %.